# Барчета
Барчета (валенс. Barxeta (офіційна назва), ісп. Barcheta) — муніципалітет в Іспанії, у складі автономної спільноти Валенсія, у провінції Валенсія. Населення — 1662 особи (2010).

## Географія
Муніципалітет розташований на відстані близько 320 км на південний схід від Мадрида, 50 км на південь від Валенсії.

## Демографія
Динаміка населення (INE ):

## Галерея зображень

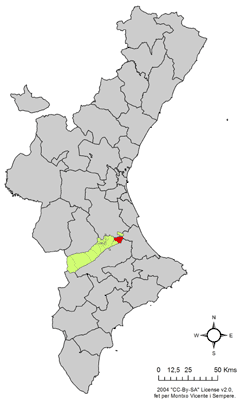
Розташування муніципалітету Барчета у автономній спільноті Валенсія
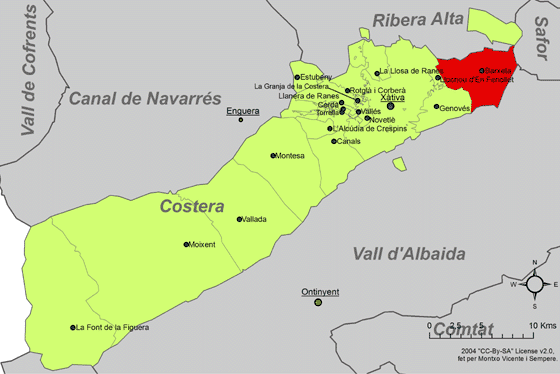
Розташування муніципалітету Барчета у комарці Ла-Костера